# Tussaaq
Tussaaq è un minuscolo villaggio della Groenlandia abbandonato. Si trova su un'isoletta della baia di Baffin 33 km a nord di Upernavik, a 73°03'N 56°11'O; appartiene al comune di Avannaata.

## Storia
Tussaaq è menzionato per la prima volta in un documento del 1798, in cui sono registrati 44 abitanti. Il villaggio non compare negli elenchi della popolazione del 1806 e del 1850.
Tussaaq fu reinsediato solo nel 1880: gli abitanti provenivano dall'udsted di Kingittoq, che in seguito perse lo status di udsted. Dal 1911, Tussaaq fece parte del comune di Qassersuaq. Nel 1918, il villaggio contava 61 abitanti che vivevano in undici case; uno degli abitanti era un pescatore, mentre c'erano anche un catechista e un'ostetrica.
Quando Qassersuaq perse il suo status di udsted e fu abbandonato, cosa che avvenne intorno al 1920, Tussaaq fu nominato udsted al suo posto. Nel 1920 fu costruita una scuola, mentre nel 1922 fu realizzato un negozio e uno scatolificio, nel 1923 fu costruita una carbonaia e nel 1930 un altro scatolificio. Solo nel 1945 fu costruita una casa per l'amministratore dell'udsted. Tuttavia, la popolazione dell'udsted rimase simile a quella di Tussaaq come centro residenziale.
Nel 1950, Tussaaq fu incorporata nel nuovo comune di Upernavik. Nel 1950 fu costruita un'azienda per la produzione di pancetta. Nel 1951 Tussaaq aveva 62 abitanti, nel 1960 c'erano 53 abitanti e nel 1965-1968 si contavano 57 abitanti.
Il negozio del villaggio fu chiuso nel 1986, mentre la popolazione di Tussaaq è rimasta costante fino agli anni 1990. Nel 1990 c'erano 52 abitanti e nel 1994 solo 22 abitanti. Nel 1998 l'insediamento contava un solo residente, di nome Peter, chs rimase fino al 2009. Tussaaq risulta disabitata dal 2010.
Durante la riforma amministrativa del 2009, il villaggio è diventato parte della Qaasuitsup Kommunia e l'anno successivo Tuussaaq è stato completamente abbandonato. Prima dello spopolamento, gli abitanti vivevano principalmente di caccia alle foche.